# Timarcha validicornis
Timarcha validicornis es una especie de insecto coleóptero de la familia Chrysomelidae, descrita en 1873 por Fairmaire.